# Соборноправність
Соборнопра́вність — устрій церкви, у якому церковним життям керують усі її члени: ієрархія, духовенство і миряни.
Соборноправність, у більшій чи меншій мірі, була властива Православній Українській Церкві до підпорядкування її Синодові російської церкви (тепер патріархові), і церковні собори відбувалися з чималою участю світських осіб. На засадах соборноправності творилося відродження Української Православної Церкви 1917 і пізніших років. Ці принципи яскраво виявилися на церковному соборі 1921 і дотримуються в Соборноправній та частково й у інших українських православних церквах за кордоном.